# Castor, Alberta
Castor är en ort i Kanada.   Den ligger i provinsen Alberta, i den centrala delen av landet, 2 700 km väster om huvudstaden Ottawa. Castor ligger 812 meter över havet och antalet invånare är 932.
Terrängen runt Castor är platt. Trakten runt Castor är nära nog obefolkad, med mindre än två invånare per kvadratkilometer.. Castor är det största samhället i trakten.
Trakten runt Castor består till största delen av jordbruksmark.